# ای‌تی‌پاز

آدنوزین تری‌فسفات

آدنوزین دی‌فسفات

ای‌تی‌پاز (به انگلیسی: ATPase) طبقه‌ای از آنزیم‌ها هستند که باعث تسریع در تجزیه ATP به ADP و یون فسفات می‌شوند. این واکنش فسفات‌زدایی منجر به آزاد شدن انرژی می‌شود که توسط آنزیم برای انجام واکنش‌های شیمیایی که در حالت عادی اتفاق نمی‌افتند استفاده می‌شود. چنین فرایند در اشکال مختلف حیات اتفاق می‌افتد.
بعضی از این آنزیم‌ها پروتئین‌های غشائی درونی هستند که به درون غشاء سلولی متصل شده‌اند و مواد حل شدهٔ دو طرف غشاء را جابه‌جا می‌کنند. این آنزیم‌ها ATPaseهای تراغشائی نامیده می‌شوند.

## کارکرد

ATPase سدیم/پتاسیم

ATPaseهای تراغشائی مواد لازم برای سوخت و ساز سلول را وارد سلول کرده و سموم و ضایعات و سایر موادی که مانع انجام فرایندهای سلولی می‌شود را خارج می‌کنند. یکی از مثال‌های مهم جابه‌جاگر سدیم-پتاسیم (یا ATPase سدیم/پتاسیم) است که تعادل غلظت یونی لازم برای حفظ پتانسیل سلول را ایجاد می‌کند. مثالی دیگر ATPase هیدروژن پتاسیم (K/H-ATPase یا پمپ پروتونی در معده) است که محیط داخل معده را اسیدی می‌کند.

## ATP سنتازهای تراغشائی

### طبقه‌بندی
انواع مختلفی از ATPase وجود دارند که این تفاوت می‌تواند در کارکرد (سنتز ATP و/یا آبکافت)، ساختار (F-، V-، A-ATPase دارای موتور چرخان هستند) یا در نوع یونی باشد که جابه‌جا می‌کنند. 
- F-ATPase (F1F0-ATPases)
- V-ATPase (V1V0-ATPases)
- A-ATPase (A1A0-ATPases)
- P-ATPase (E1E2-ATPases)
- E-ATPase

### P-ATPase
به علت این که این کلاس از پمپ ها، ضمن انتقال مواد دچار فسفریلاسیون و دفسفریلاسیون می شوند، به آن ها پمپ های کلاس P می گویند. در تمام این خانواده اسیدآمینه ای که فسفریله می‌شود آسپارتیک اسید است که در تکامل حفظ شده است موتیفی که در طی تکامل در این خانواده حفظ شده موتیف DKTGT (آسپارتیک اسید، لیزین، ترئونین، گلایسین،ترئونین) است و منبع فسفات، گروه فسفات γ ،ATP است. ارگانیسم ها حدود 70 درصد از انرژی که تولید می کنند صرف مصرف این فوق خانواده ی P-Type می شود. کاری که این فوق خانواده انجام می دهد 1- انتقال موادغذایی به داخل سلول، 2- خارج کردن سموم از داخل به خارج و ایجاد گرادیان یونی با مصرف ATP. این کلاس در پمپ کردن یون ها نقش دارند و دارای دو زیرواحد A که جایگاه فعال پمپ بوده و به ATP متصل می شوند و دو زیرواحد B می باشد که نقش تنظیمی دارد. 
ویژگی های ساختاری این فوق خانوده :
در همه ی آنها دارای یک دمین ترانس ممبران (TM) اند.که حدود 8 تا 10 بار از عرض غشاء عبور کرده است و 3 تا دمین سیتوپلاسمی دارد. یک دمین به نام فسفریلیشن یا P-Domain دمین دوم دمین متصل شونده به نوکلئوتید یا N-Domain که محل اتصال ATP است سومین دمین actuator Domain (A-domain) که یک عمل اتوماتیک را برای عمل دومین های اول و دوم انجام می دهد.کاری که دمین ها انجام می دهند این است که در سطح سیتوزول ATP به دمین N متصل می‌شود سپس در دمین P عملکرد فسفریلاسیون صورت می گیرد سپس تغییری در ساختار ایجاد می‌شود و که با کمک دمین A و بخش های ترانس ممبران بخش کانالی ایجاد می‌شود که آن وضعیت کاملاً به صورت معکوس پذیر می باشد علت معکوس بودن به خاطر اتصال برگشت پذیر فسفات است. بنابراین این خانواده دارای دوتا کانفورماسیون اصلی اند :
1-کانفورماسیونی که به سمت داخل سیتوزول است (E_1) ، 
2- کانفورماسیونی که کانال به سمت خارج سیتوزول ایجاد شده است (E_2).